# Ilkerbruch
Das Ilkerbruch ist ein etwa 125 ha großes, ehemaliges Naturschutzgebiet (NSG-Kennung BR 089) im Nordwesten der niedersächsischen Stadt Wolfsburg. Das Feuchtgebiet mit größeren Wasserflächen ist vor allem für den Vogelschutz bedeutend. Es stand seit 1989 unter Schutz. Im Februar 2021 ging es im neu ausgewiesenen Naturschutzgebiet Barnbruchswiesen und Ilkerbruch auf.
Mit Ausnahme kleiner Randbereiche liegt das ehemalige Naturschutzgebiet im Europäischen Vogelschutzgebiet Barnbruch (Kennung DE-3530-401) und im großen FFH-Gebiet Aller (mit Barnbruch), untere Leine, untere Oker (Kennung DE-3021-331). Dadurch ist es Teil des europäischen Schutzgebietsnetzwerks Natura 2000.

## Lage

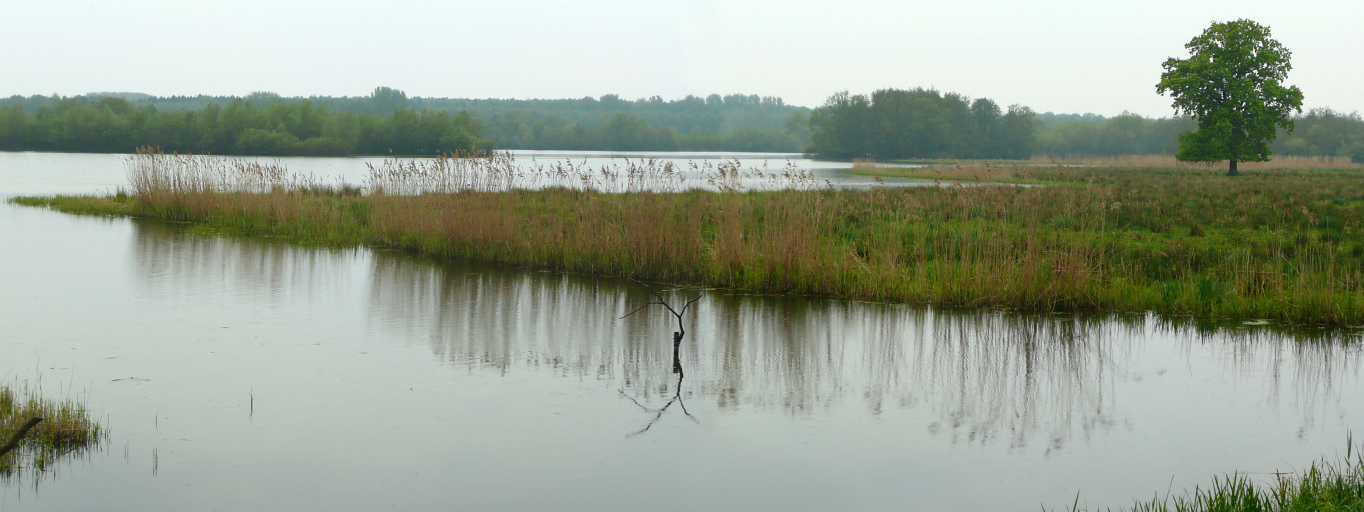
Blick auf Wasserflächen des Ilkerbruchs aus einem Beobachtungsstand (2010)

Das Feuchtgebiet liegt unmittelbar südlich der Siedlung Ilkerbruch, die zum Wolfsburger Stadtteil Fallersleben gehört. Im Weiteren liegt das Ilkerbruch südlich des Feuchtgebietes Barnbruch. Die Nordseite des Gebietes wird von der zeitweise stark befahrenen Kreisstraße 114 („Nordtangente“) begrenzt. Auf ihr herrscht besonders zu Zeiten des Berufsverkehrs starker Pendlerverkehr zum nahegelegenen Volkswagenwerk Wolfsburg. Die Grenze im Süden bilden die Eisenbahn-Schnellfahrstrecke Hannover–Berlin und der Mittellandkanal mit der Schleuse Sülfeld. Einige Kilometer östlich in Richtung Wolfsburg liegt südlich und nördlich der K 114 das Feuchtgebiet Düpenwiesen.

## Beschreibung
Das Ilkerbruch besteht aus größeren Wasserflächen mit Flachwasserbereichen und Röhrichtzonen, vernässtem Grünland und erlenbruchartigen Waldbeständen. Auf Wiesenflächen im Ilkerbruch wird seit 2001 ein Agenda 21-Projekt mit Heckrindern und Konikponys als Weidetieren betrieben. Die Tiere halten durch das Beweiden den Grasbewuchs niedrig. Das dafür verwendete 40 ha große Gelände kaufte und pachtete die Volkswagen AG als Ausgleich für die Erweiterung des Volkswagenwerkes Wolfsburg. Um das Naturschutzgebiet Ilkerbruch führt ein rund sechs Kilometer langer Naturerlebnispfad. Es gibt zu verschiedenen Themen jeweils Stationen mit Infotafeln. Besucher können auf mehreren Beobachtungsplattformen und von einem 12 m hohen Aussichtsturm Wasservögel beobachten.

## Fauna und Flora
Wegen der großen Wasserflächen und den sie umgebenden Grünlandflächen hat das Ilkerbruch große Bedeutung für Brut- und Rastvögel. Es kommen unter anderem Beutelmeise, Bekassine, Seeadler, Schwarzhals- und Rothalstaucher und Entenarten wie die Spießente und die Löffelente vor.

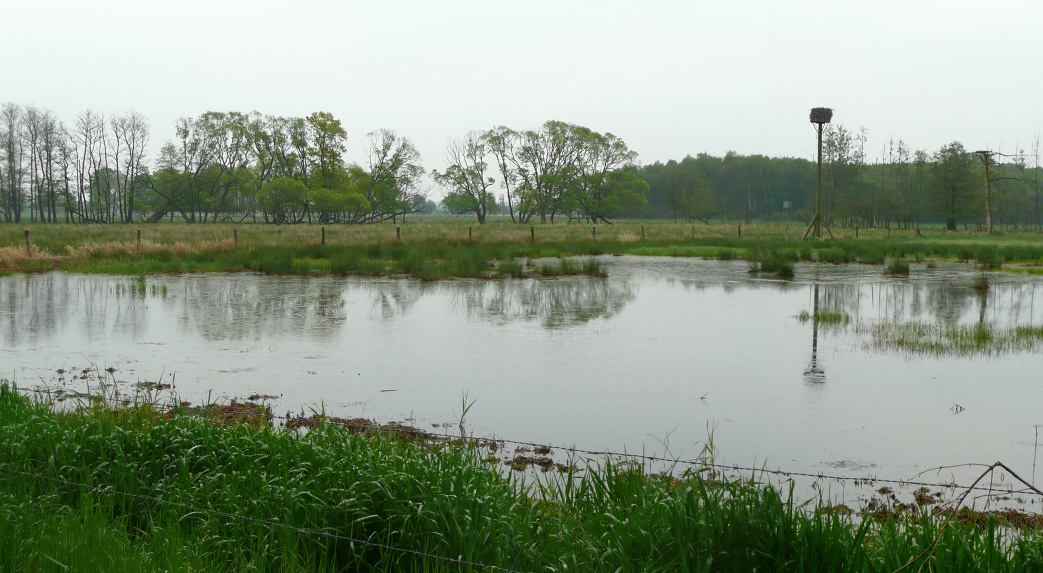
Wasserfläche und Storchennest
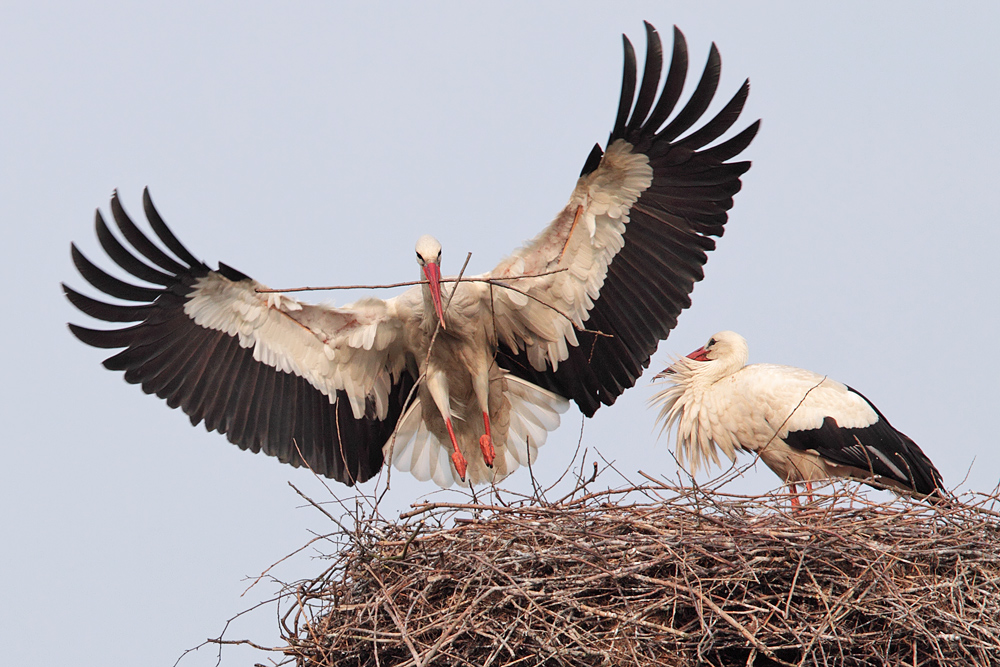
Weißstörche im Ilkerbruch
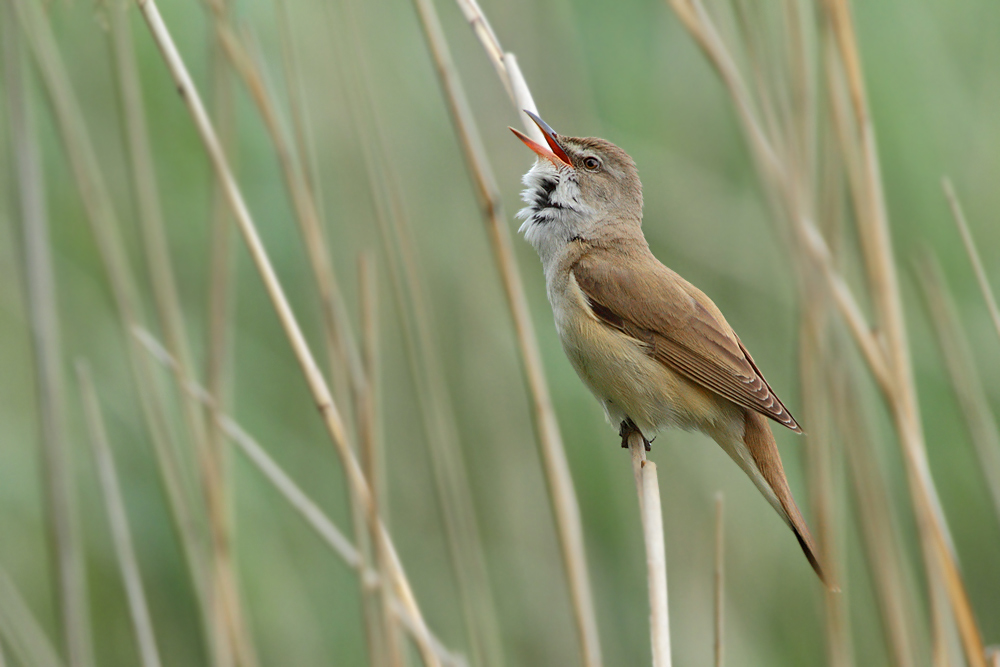
Drosselrohrsänger im Ilkerbruch
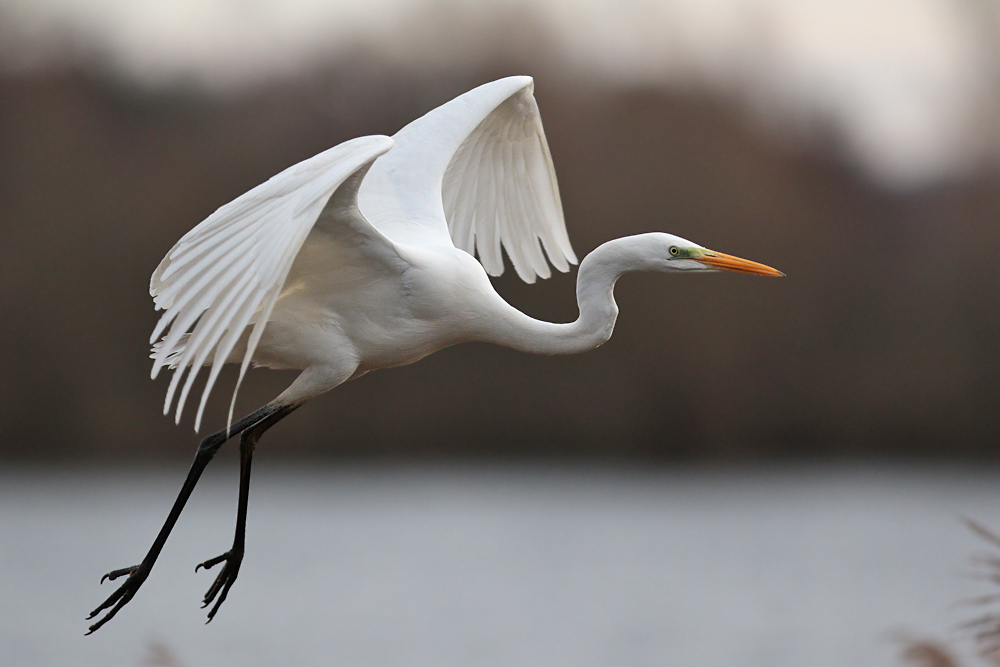
Silberreiher im Ilkerbruch
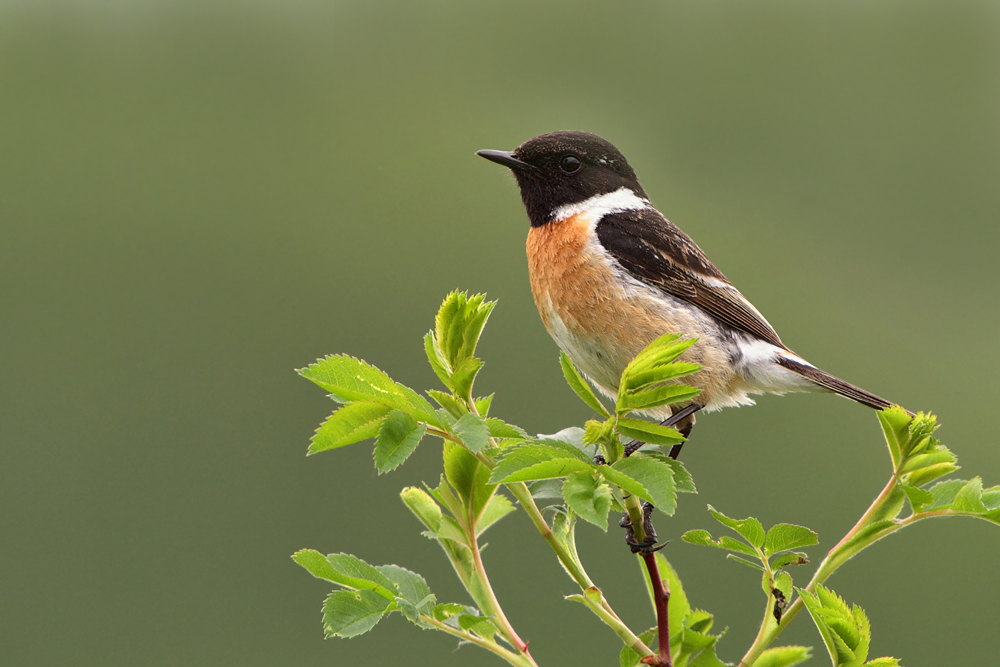
Schwarzkehlchen im Ilkerbruch
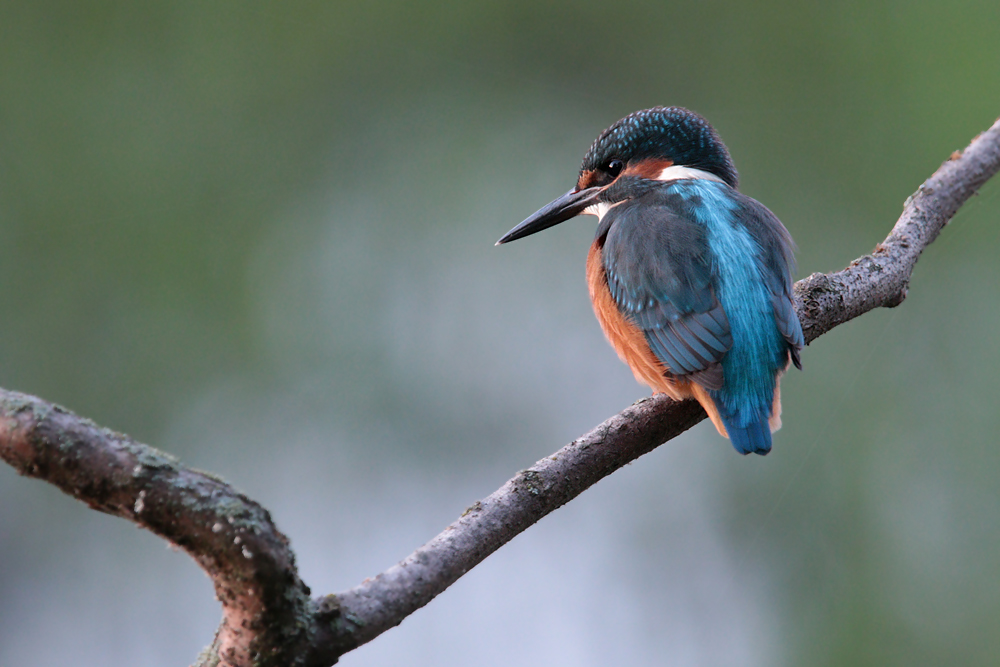
Eisvogel im Ilkerbruch
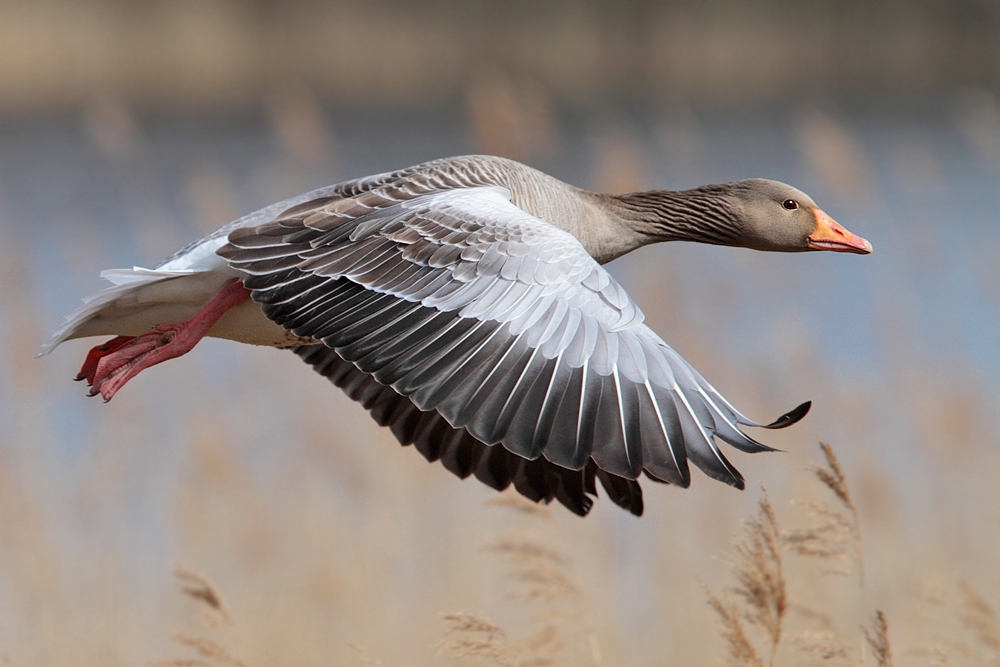
Graugans im Ilkerbruch
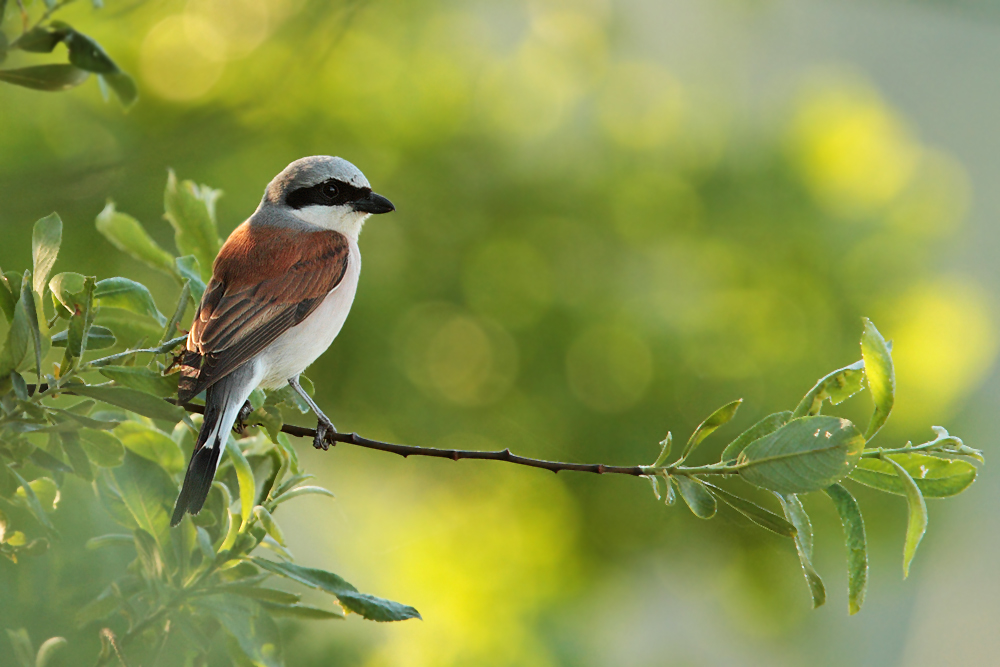
Neuntöter im Ilkerbruch

## Siedlung

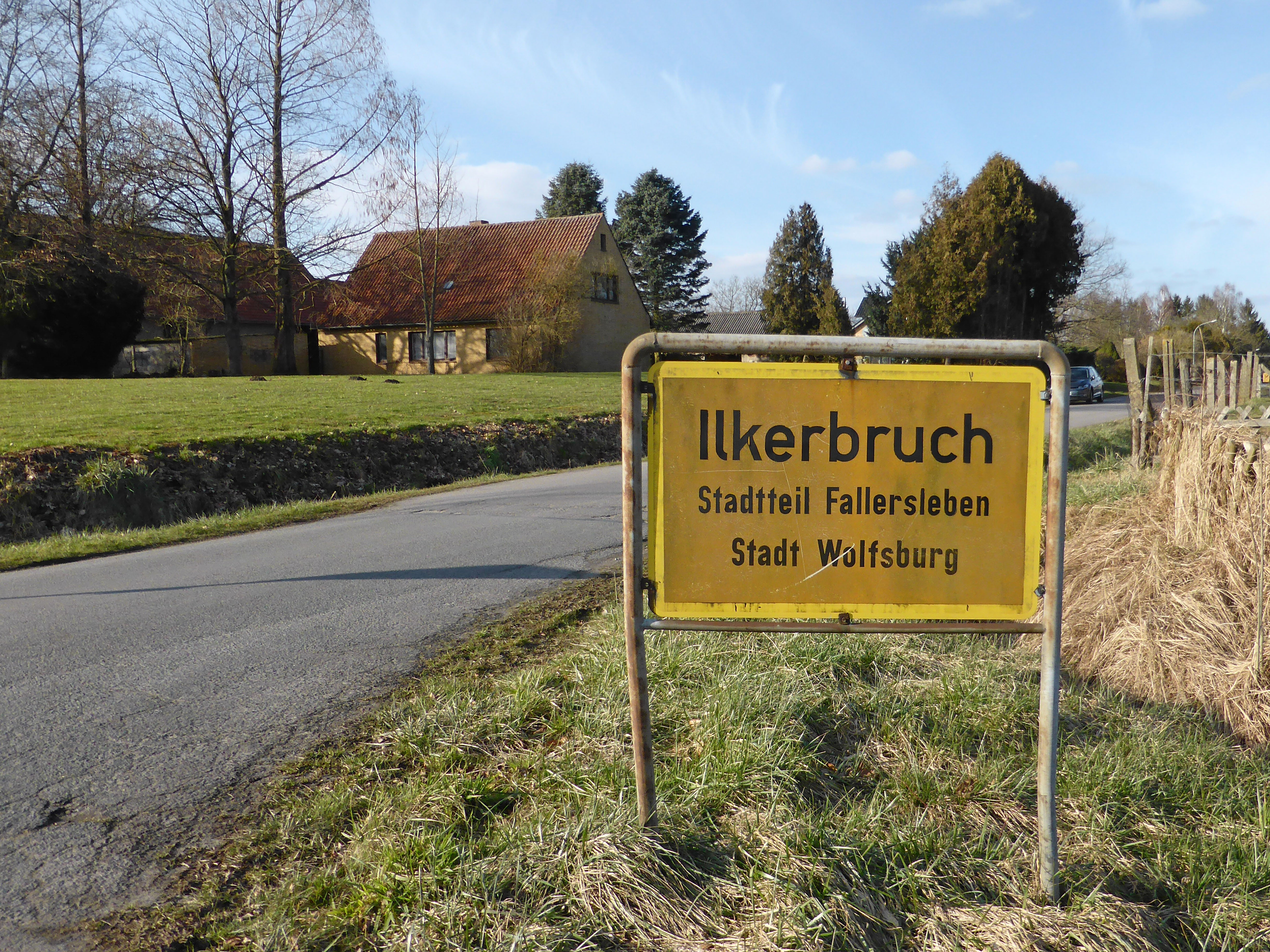
Zufahrt zur Siedlung Ilkerbruch

Die heute etwa neun Wohnhäuser umfassende Siedlung Ilkerbruch gehört politisch zu Fallersleben, postalisch jedoch zu Sülfeld. In den 1930er Jahren wurde im Feuchtgebiet Barnbruch, im Bereich der späteren Siedlung, etwa drei Meter hoch Aushub vom Bau des Mittellandkanals und der Schleuse Sülfeld aufgeschüttet. 1938 wurde die Siedlung gegründet und 1939 die erste Hofstelle errichtet, zuvor war das Ilker-Bruch genannte Areal unbebaut und gehörte zum Forst Fallersleben. 1948/49 wurden von Heimatvertriebenen aus den Deutschen Ostgebieten sechs weitere Höfe erbaut. Am 1. Juli 1972 wurde die Stadt Fallersleben, und damit auch die Siedlung Ilkerbruch, in die Stadt Wolfsburg eingemeindet. Zuvor gehörte Ilkerbruch zum Landkreis Gifhorn. Seit den 1970er Jahren führt am Südrand der Siedlung die Kreisstraße 114 („Nordtangente“) vorbei, zuvor war die Siedlung von Sülfeld und Allerbüttel aus erreichbar.